# Sony Ericsson W810i
索尼愛立信W810i是一款在2006年1月14日推出的Walkman手機。
其值得注意的特色包括 full function 網路瀏覽器、200萬畫素自動對焦鏡頭、Memory Stick Pro Duo 插槽（最高4GB），以及音樂播放模式。當使用音樂播放模式時手機的功能會完全關閉，以便在不能使用手機通訊的地點時也能享受音樂。此款手機支援MP3以及 AAC音樂格式以及MPEG4和3GPP影片格式。
W810i中有不少改變是來自Sony Ericsson W800i，但是最明顯的改變是Sony Ericsson手機常見的搖桿式方向鍵（joystick）被 D-pad 所取代。D-pad 增加了在聽音樂時的方便性。
W810i在2006年1月14日推出，曾大規模在全球發售，但在智慧型手機的流行後，現已數量稀少。

## 型號差異
- W810i - 在歐洲、非洲、美洲、亞洲和澳洲使用
- W810c - 在中國使用

## 外部連結
- Official W810 press release
- Official W810 page
- Official W810 specifications
- Sony Ericsson W810i Review - Mobiledia（页面存档备份，存于）
- Sony Ericsson W810i Features, Specs, and User Reviews - Mobiledia（页面存档备份，存于）
- W810i high resolution pictures（页面存档备份，存于）